# Messey-sur-Grosne
Messey-sur-Grosne település Franciaországban, Saône-et-Loire megyében. Lakosainak száma 742 fő (2022. január 1.). Messey-sur-Grosne Jully-lès-Buxy, La Chapelle-de-Bragny, Chenôves, Lalheue, Saint-Ambreuil, Saint-Boil és Santilly községekkel határos.

## Népesség
A település népességének változása:
| Lakosok száma | 736  | 738  | 764  | 753  | 752  | 749  | 741  | 741  | 742  |
|               | 2013 | 2015 | 2016 | 2017 | 2018 | 2019 | 2020 | 2021 | 2022 |